# Episodi de La legge di Burke (serie televisiva 1963) (seconda stagione)
La seconda stagione della serie televisiva La legge di Burke (Burke's Law) è andata in onda negli Stati Uniti dal 16 settembre 1964 al 5 maggio 1965 sulla ABC.
| nº | Titolo originale                          | Prima TV USA      | Titolo italiano | Prima TV Italia |
| -- | ----------------------------------------- | ----------------- | --------------- | --------------- |
| 1  | Who Killed the Surf Broad?                | 16 settembre 1964 |                 |                 |
| 2  | Who Killed Vaudeville?                    | 23 settembre 1964 |                 |                 |
| 3  | Who Killed Cassandra Cass?                | 30 settembre 1964 |                 |                 |
| 4  | Who Killed the Horne of Plenty?           | 7 ottobre 1964    |                 |                 |
| 5  | Who Killed Everybody?                     | 14 ottobre 1964   |                 |                 |
| 6  | Who Killed Mr. Cartwheel?                 | 21 ottobre 1964   |                 |                 |
| 7  | Who Killed Cornelius Gilbert?             | 28 ottobre 1964   |                 |                 |
| 8  | Who Killed Lenore Wingfield?              | 4 novembre 1964   |                 |                 |
| 9  | Who Killed the Richest Man in the World?  | 11 novembre 1964  |                 |                 |
| 10 | Who Killed the Tall One in the Middle?    | 25 novembre 1964  |                 |                 |
| 11 | Who Killed Merlin the Great?              | 2 dicembre 1964   |                 |                 |
| 12 | Who Killed 711?                           | 9 dicembre 1964   |                 |                 |
| 13 | Who Killed Supersleuth?                   | 16 dicembre 1964  |                 |                 |
| 14 | Who Killed the Swinger on a Hook?         | 23 dicembre 1964  |                 |                 |
| 15 | Who Killed Davidian Jonas?                | 30 dicembre 1964  |                 |                 |
| 16 | Who Killed the Strangler?                 | 6 gennaio 1965    |                 |                 |
| 17 | Who Killed Mother Goose?                  | 13 gennaio 1965   |                 |                 |
| 18 | Who Killed the Toy Soldier?               | 20 gennaio 1965   |                 |                 |
| 19 | Who Killed Rosie Sunset?                  | 27 gennaio 1965   |                 |                 |
| 20 | Who Killed Wimbledon Hastings?            | 3 febbraio 1965   |                 |                 |
| 21 | Who Killed the Fat Cat?                   | 10 febbraio 1965  |                 |                 |
| 22 | Who Killed the Man on the White Horse?    | 17 febbraio 1965  |                 |                 |
| 23 | Who Killed the 13th Clown?                | 24 febbraio 1965  |                 |                 |
| 24 | Who Killed Mr. Colby in Ladies' Lingerie? | 3 marzo 1965      |                 |                 |
| 25 | Who Killed the Rest?                      | 17 marzo 1965     |                 |                 |
| 26 | Who Killed Cop Robin?                     | 24 marzo 1965     |                 |                 |
| 27 | Who Killed Nobody Somehow?                | 31 marzo 1965     |                 |                 |
| 28 | Who Killed Hamlet?                        | 7 aprile 1965     |                 |                 |
| 29 | Who Killed the Rabbit's Husband?          | 14 aprile 1965    |                 |                 |
| 30 | Who Killed the Jackpot?                   | 21 aprile 1965    |                 |                 |
| 31 | Who Killed the Grand Piano?               | 28 aprile 1965    |                 |                 |
| 32 | Who Killed the Card?                      | 5 maggio 1965     |                 |                 |

## Who Killed the Surf Broad?
- Prima televisiva: 16 settembre 1964
- Diretto da: Don Taylor
- Scritto da: Tony Barrett

### Trama
- Guest star: Kip King (Skins), Joan Patrick (Cassie), Barbara Michaels (Tina Romaine), Frank Leo (Hooker), Eileen O'Neill (sergente Gloria Ames), Michael Fox (M. E. George McLeod), Theodore Bikel (Vic Bates), Macdonald Carey (Franklyn Warren), Dorothy Lamour (Flo Romaine), Dewey Martin (Con Murdock), Sharon Farrell (Libby Hale), Marlyn Mason (Maxine), Mickey Dora Jr. (Surfer)

## Who Killed Vaudeville?
- Prima televisiva: 23 settembre 1964
- Diretto da: Gene Nelson
- Scritto da: Gwen Bagni, Paul Dubov

### Trama
- Guest star: Phil Harris (Gus Watt), Eddie Foy, Jr. (Claude Jester), Gene Nelson (Danny Swift), Gypsy Rose Lee (Miss Bumpsy Cathcart), Robert Bice (fattorino), Eileen O'Neill (sergente Gloria Ames), Phil Arnold (Billy), Joni Webster (Stripper), Kitty Kover (Gertrude), Paul Dubov (Rags McGuire), Shary Marshall (Alpha Zeta), Jim Backus (Herkimer Witt), William Demarest (Charlie Who), Gloria Swanson (Miss Lily Boles)

## Who Killed Cassandra Cass?
- Prima televisiva: 30 settembre 1964
- Diretto da: Jerry Hopper
- Scritto da: Lorenzo Semple, Jr.

### Trama
- Guest star: Fritz Feld (capitano of Waiters), Shelby Grant (segretario/a di Girl in Restaurant), Judith Boyle (Girl at "Garden Club"), Annella Bassett (Cassandra Cass), Lola Albright (Eve Chapin), Robert Bice (cameriere), Eileen O'Neill (sergente Gloria Ames), William Bendix (Harrison Weems), Shelley Berman (King Dmitri), Elsa Lanchester (Bessie Mopes), Louis Nye (Hooper), Nehemiah Persoff (Jason Flonder), Nancy Kovack (Athelstone Scone), Hedley Mattingly (Rupert - King Dmitri's butler), Patricia Scott (Girl at "Garden Club")

## Who Killed the Horne of Plenty?
- Prima televisiva: 7 ottobre 1964
- Diretto da: Richard Kinon
- Scritto da: Tony Barrett

### Trama
- Guest star: Byron Morrow (Charles Lee Horne), David Wayne (Al "The Bomber" Devlin), Edward Platt (capitano Frank Metcalf), Susan Counter (Claudia), Lori Saunders (Brunette at Party), Anthony Eustrel (Man at Party), Claire Kelly (Samantha), Beverly Adams (Model), Vera Miles (Claudia Sutton), Terry Moore (Felice Knight), John Saxon (Gil Lynch), Richard Devon (Errol Fuller)

## Who Killed Everybody?
- Prima televisiva: 14 ottobre 1964
- Diretto da: Richard Kinon
- Scritto da: Richard Levinson, William Link

### Trama
- Guest star: Harvey Grant (padre), Army Archerd (padre), Norman Leavitt (Intern), Fred Barry (Norman), Eileen O'Neill (sergente Gloria Ames), Michael Fox (M. E. George McLeod), Robert Bice (agente di polizia in ufficio), Lonnie Fotre (donna), Corinne Calvet (Felice DeMarco), Arlene Dahl (Gloria Cooke), June Havoc (Miranda Forsythe), Margaret Leighton (Connie Hanson), Alan Mowbray (Butterfield), Susan Silo (Phoebe McPhee), Joan Huntington (Actress), Bob Kanter (Eddie Jordan)

## Who Killed Mr. Cartwheel?
- Prima televisiva: 21 ottobre 1964

### Trama
- Guest star: Ella Ethridge (Lady from Pasadena), Fred Krone (Masked Rider), Chuck Hayward (Deputy), Annazette Williams (Auctioneer), Nick Adams (Sonny "Sundance" Dancer), Jonathan Hole (Mr. Swift the auctioneer), Eileen O'Neill (assistente di Sgt. Gloria Ames), Ed Begley (Alkali), Fred Clark (Jackson Trade), Patsy Kelly (Big Mouth Annie), Sheldon Leonard ("Chicasaw Pete" Waukowski), Diane McBain (Xenobia), Charlene Holt (Cecily Channing), Bill Hart (Tex)

## Who Killed Cornelius Gilbert?
- Prima televisiva: 28 ottobre 1964

### Trama
- Guest star: Nanette Fabray (Rowena Coolidge), Barbara Eden (Linda Murray), William Baskin (Bruce the Deaf-Mute), Bara Byrnes (Millicent), Martha Hyer (Adrienne Shelton), Eileen O'Neill (amico/a di Sgt. Gloria Ames), Alvy Moore (Ralph Kelso), Robert Bice (agente di polizia Hanson), Edgar Bergen (Horton Galbraith), Dane Clark (Milton Yaeger), Steve Carruthers (Cornelius Gilbert)

## Who Killed Lenore Wingfield?
- Prima televisiva: 4 novembre 1964
- Diretto da: Don Weis
- Scritto da: Leigh Chapman

### Trama
- Guest star: Dub Taylor (Garnet), Dean Stockwell (Jay Boy Calhoun), Hank Patterson (Lukey Slade), Quinn O'Hara (Rebecca Clover), Mary Ann Mobley (Nancy), Eileen O'Neill (sergente Gloria Ames), Anne Helm (Effie Mae Porter), Victor Jory (Jim Clover), Ida Lupino (Meniletha Calhoun), Charlie Ruggles (Charles Wingfield), Annazette Williams (addetto all'ascensore)

## Who Killed the Richest Man in the World?
- Prima televisiva: 11 novembre 1964
- Diretto da: Gene Nelson
- Scritto da: Stephen Kandel

### Trama
- Guest star: Army Archerd (reporter), Vernon Scott (reporter), Joy Harmon (Belle Sue Walsh), Harvey Grant (reporter), Ricardo Montalbán (Nicholas Amenor), George Hamilton (Clint Perry), Diana Lynn (Elaine Truscott), Tom Smothers (Ghys Rafer), Dick Smothers (Luke Rafer), Karen Sharpe Kramer (Dana Prentiss), Pilar Seurat (Sakito), Barbara Michaels (Model), Troy Melton (Lesage), Edy Williams (Doreen)

## Who Killed the Tall One in the Middle?
- Prima televisiva: 25 novembre 1964

### Trama
- Guest star: Jimmy Cross (Jackie Mears), Barbara Horne (Alicia De Armand), Chuck Couch (Hood), Jackie Joseph (Girl Singer), Mary Ann Mobley (Cindy), Eduardo Ciannelli (Dominic De Armand), Steve Cochran (Phil Ross), Hal March (Yates Dudley), Diane McBain (Lana De Armand), Juliet Prowse (Renee De Armand), Stanley Adams (Lou Manzini), Peter Leeds (Don Kyles), Tracy Butler (Replacement Singer)

## Who Killed Merlin the Great?
- Prima televisiva: 2 dicembre 1964
- Diretto da: Richard Kinon
- Scritto da: Richard Levinson, William Link

### Trama
- Guest star: Ralph Moody (Cemetery Caretaker), Jill St. John (Pinky Likewise), Robert Easton (Hapless Magician), William Woodson (lettore notiziario), Nick Adams (Max the Mysterious), Michael Fox (M. E. George McLeod), Anthony Eustrel (Florist), Joan Huntington (dottor Johnson), Janet Blair (Violet), Paul Lynde (dottor McCoy), Paul Richards (Great Grindle), Charlie Ruggles (O. B. Danberry), Gil Frye (Merlin the Great)

## Who Killed 711?
- Prima televisiva: 9 dicembre 1964
- Diretto da: Sidney Lanfield
- Scritto da: Paul Dubov, Gwen Bagni

### Trama
- Guest star: Marianna Case (Glamorous Dame), Allyson Ames (Gal in Lobby), Henry Hunter (Hotel Doorman), Buddy Lewis (tassista), Eileen O'Neill (sergente Gloria Ames), Lisa Seagram (Ventura Jones), Hans Conried (Pepe Van Heller), Broderick Crawford (Tristram Corporal), Dan Duryea (Sam Atherton), Rhonda Fleming (Clarissa Benton), Burgess Meredith (Harold Harold), Mamie Van Doren (Aurora Knight), Susanne Cramer (Cindy), Lou Krugman (Man in Lobby), Robert Legionaire (Clarissa's attorney)

## Who Killed Supersleuth?
- Prima televisiva: 16 dicembre 1964
- Diretto da: Lawrence Dobkin
- Scritto da: Lorenzo Semple, Jr.

### Trama
- Guest star: Margareta Sullivan (Marie), Eve Brent (Room Service Waitress), Moko Mokusho (Geisha Girl), Bebe Louie (Geisha Girl), Carl Reiner (Chief Inspector House), Eileen O'Neill (sergente Gloria Ames), Francine York ("Witch" Brown), Robert Bice (poliziotto), Ed Begley (Bascule Doirot), Zsa Zsa Gábor (Commissar Ilona Buda), Thomas Gomez (Caligula Foxe), J. Carrol Naish (Mr. Toto), Art Lewis (O'Hara), Tom Kennedy (Skid Row Bartender)

## Who Killed the Swinger on a Hook?
- Prima televisiva: 23 dicembre 1964
- Diretto da: Lewis Allen
- Scritto da: Tony Barrett

### Trama
- Guest star: Jean Ingram (Lucinda), Gene LeBell (Wrestler), Gilchrist Stuart (Grosvenor the butler), Joe Higgins (Charlie), Eileen O'Neill (sergente Gloria Ames), Dick Clark (Gil Knox), Gloria DeHaven (Connie French), Leif Erickson (Jason Hayes), Janis Paige (Sharon McCauley), Don Rickles (Frank Cross), The Great John L. (Wrestler), Bek Nelson (Miss Smith), Lonnie Fotre (Operator)

## Who Killed Davidian Jonas?
- Prima televisiva: 30 dicembre 1964

### Trama
- Guest star: Pepita Funez (Gypsy Dancer), Raul Martin (Gypsy Dancer), Beau Hickman (Makeup Man), Tanya Lemani (ballerino/a), Eileen O'Neill (sergente Gloria Ames), Broderick Crawford (Milhew Court), Dennis Day (Harvey Haight), Reginald Gardiner (Putzi Voltran), Ruta Lee (Ulla Swenson), Sheree North (Maharanee of Kushipoo), Lisa Seagram (Pandora Shriner), Cesar Romero (Gregorio Jonas), Peter Bourne (Yacht's Mate), Walter Janowitz (Yacht Captain), Naji Gabbay (East Indian Maitre d'), Robert Bice (TV Stage Manager)

## Who Killed the Strangler?
- Prima televisiva: 6 gennaio 1965

### Trama
- Guest star: Billy Varga ('The Count'), Joy Harmon (Barbara Sue), Teri-Anne Lee (Go Go Girl), Shari Lee Bernath (Go Go Girl), Eileen O'Neill (sergente Gloria Ames), Michael Fox (M. E. George McLeod), Mary Ann Mobley (Teri), Robert Bice (Lorraine's Butler), Maggie Nelson (receptionist at Daily Banner), Frankie Avalon (Ralph Hirt), Jeanne Crain (Lorraine Turner), Annette Funicello (Anna Najensky), Una Merkel (Mrs. Thomas Barrett), Robert Middleton ("Rocky Mountain"), Quinn O'Hara (Sally Lou), Margaret Muse (Madame Tamrovia), Sharyn Hillyer (Rosie Belle), Michelle Breeze (Cora Lee), Darlene Lucht (cameriera)

## Who Killed Mother Goose?
- Prima televisiva: 13 gennaio 1965

### Trama
- Guest star: Jimmy Gaines (Tommy Sherman), Eddie Quillan (Mr. Jellybean), Todd Baron (Skippy Jennings), Annazette Williams (dottor Abernathy), Jan Murray (dottor Abernathy), Lola Albright (Miss Frost), Eileen O'Neill (segretario/a di Sgt. Gloria Ames), Alvy Moore (fotografo), Ann Blyth (Valerie), George Hamilton (Little John Lester), Walter Pidgeon (B. G. Perkins), Morgan Brittany (Lolita), Kathy Kersh (TV Repair Girl), Dave Willock (sergente Buzz Hardy), Madge Blake (Mrs. Penelope Hubbard)

## Who Killed the Toy Soldier?
- Prima televisiva: 20 gennaio 1965
- Diretto da: Jerry Hopper
- Scritto da: Lorenzo Semple, Jr.

### Trama
- Guest star: Brenda Howard (generale), Bill McLean (Philby), Jon Sargent (Percy), Jim Secrest (Young Scientist), Martha Hyer (dottor Serena Standish), Don Gazzaniga (sentinella), Joan Caulfield (Psyche Jones), Abbe Lane (Melissa Hammer), Louis Nye (James Stock), Chill Wills (generale Hector "Hit 'Em Again" Harder), Richard Hale (Granny Grabber), Julie Parrish (Tanya), Dorian Brown (Burke's Date), David Loring (segretario/a di Algernon), June Kim (Henry's Date)

## Who Killed Rosie Sunset?
- Prima televisiva: 27 gennaio 1965

### Trama
- Guest star: Torben Meyer (Lobbermacher), Russ Tamblyn (Charlie Braun), Phil Arnold (Harry), Alice Backes (Millie), Eileen O'Neill (sergente Gloria Ames), Lisa Seagram (Matilda - Tax Accountant), Jonathan Hole (George), Michael Fox (M. E. George McLeod), Francine York (Vanya), Eddie Albert (Arthur J. Poindexter), Hans Conried (Leonid Borodny), Dennis Day (Waldo Fleishacker), Sheree North (Cleo Delaney), Maggie Nelson (Collette)

## Who Killed Wimbledon Hastings?
- Prima televisiva: 3 febbraio 1965
- Diretto da: Jerry Hopper
- Scritto da: Leigh Chapman

### Trama
- Guest star: Vic Dana (Forrest Shea), Edgar Bergen (Clyde Olesen), Gale Storm (dottor Nonnie Harper), Debra Paget (Helen Harper), Marie Wilson (Ramona Specks), Nick Adams (Clayton Newman), George Atkinson (Wimbledon Hastings), Alan Caillou (Club Manager), Harvey Grant (reporter), Army Archerd (reporter), Teri-Anne Lee (Gloria), Nancy Wilson (Choo Choo)

## Who Killed the Fat Cat?
- Prima televisiva: 10 febbraio 1965
- Diretto da: Jerry Hopper
- Scritto da: Gwen Bagni, Paul Dubov

### Trama
- Guest star: Hal Baylor (Atlas), Alean "Bambi" Hamilton (Cleo), Shannon Farnon (Cynthia), Tommy Leap (Boy on merry-go-round), Eileen O'Neill (sergente Gloria Ames), Michael Fox (M. E. George McLeod), Christopher Riordan (Indian Dancer), Macdonald Carey (Waldo Nicely), Billy De Wolfe (Artemis Newpenny), Diana Hyland (Laurel Peachy), Martha Raye (Beulah Brothers), Don Rickles (Swifty Piedmont), Joe Higgins (Monty Crippen), Claire Kelly (Lingerie Model), Marianna Gaba (Beautiful Blonde), Kitty Kover (Sexy Receptionist), Chuck Hicks (Trojan), Don Gazzaniga (poliziotto)

## Who Killed the Man on the White Horse?
- Prima televisiva: 17 febbraio 1965

### Trama
- Guest star: Barbara Eden (Vanessa Barrett), Virginia Mayo (dottor Terry Foster), Telly Savalas (Balakirov), Nancy Kovack (Alistair), Michael Fox (M. E. George McLeod), Robert Bice (Balakirov's butler), Alvy Moore (Spiegel the bartender), Frank J. Scannell (Rodeo annunciatore), Robert Middleton (Ragnar Windsor), Fernando Lamas (Kelly Mars)

## Who Killed the 13th Clown?
- Prima televisiva: 24 febbraio 1965
- Diretto da: Jerry Hopper
- Scritto da: Charles Hoffman

### Trama
- Guest star: Terry-Thomas (Gideon Auerbach), Betty Hutton (Rena Zito), Grady Sutton (Hubie), Jack Weston (Gogi Zito), Eileen O'Neill (sergente Gloria Ames), Corinne Calvet (Ariella Martel), Joan Caulfield (Alexis Raff), Fred Krone (poliziotto)

## Who Killed Mr. Colby in Ladies' Lingerie?
- Prima televisiva: 3 marzo 1965
- Diretto da: Jerry Hopper
- Scritto da: Tony Barrett

### Trama
- Guest star: Lori Scott (Lovely Girl), John Neris (Friendly Babbit), Irwin Charone (Mr. Fitzell), Don Diamond (Romeo on tour bus), Jonathan Hole (Mr. Alexander), Michael Fox (M. E. George McLeod), Joan Bennett (Denise Mitchell), Edd Byrnes (Davey Karr), Arlene Dahl (Maggie French), Paul Lynde (Guy Hawthorne Jr.), Bert Parks (Ernie Webb), Eileen O'Neill (sergente Gloria Ames), Chris Noel (Miss Larchmont), Beverly Adams (Model # 2 - Angela), Gunilla Hutton (Model), Ilze Taurins (Model)

## Who Killed the Rest?
- Prima televisiva: 17 marzo 1965

### Trama
- Guest star: Pepe Callahan (Trino), Inger Stratton (Fraulein Brunhilde "Gomez"), Rafael López (Felipe), Nestor Paiva (Padre Emiliano), Pedro Gonzales Gonzales (Pancho, First poliziotto), Cesar Romero (capo della polizia Alvaro), Theodore Bikel ("Senor" Manfred "Gonzalez"), Steve Cochran (Fletcher Seamway), Eartha Kitt (Honoria De Witt), Janice Rule (Mimsy B. Groves), Lisa Gaye (Samantha "Sam" Scott), Bern Hoffman (Miguel), Linda Rivera (Girl Dancer)

## Who Killed Cop Robin?
- Prima televisiva: 24 marzo 1965
- Diretto da: Murray Golden
- Scritto da: David P. Harmon

### Trama
- Guest star: Susan Strasberg (Melinda Drake), Terry Moore (Nikki Manners), James Flavin (ufficiale Danny Robin), Herbie Faye (Robert Jacobs), James Whitmore (Joe Piante), Ricardo Montalbán (Armand Dubovier), Eileen O'Neill (sergente Gloria Ames), Monica Keating (Beatrice Anders), Hal March (Paul Anders), Debbie Butler (Armand's Dance Partner)

## Who Killed Nobody Somehow?
- Prima televisiva: 31 marzo 1965
- Diretto da: Jerry Hopper
- Scritto da: Gwen Bagni, Paul Dubov

### Trama
- Guest star: Lonnie Fotre (Woman Guest), John Roseborg (Male Nurse), Lola Albright (DeeDee Booker), Michelle Breeze (Jenny), Monica Keating (ragazza), Eileen O'Neill (madre di Sgt. Gloria Ames), Julie Reding (Clarice), Rory Calhoun (Ashton DeWitt), Tom Ewell (Leander Clement), Diane McBain (Cissy Davenport DeWitt), Kevin McCarthy (Chukker Curtis), Steve Brodie (Graham Tree), I. Stanford Jolley (Thomas the butler), Ray Weaver (Man Guest), Clifford Kawada (Ken-Do Referee)

## Who Killed Hamlet?
- Prima televisiva: 7 aprile 1965

### Trama
- Guest star: Gene Baylos (Apartment Manager), Ami Luce (Girl With Guitar), Bob Stevenson (Mr. Harvey the Cemetery Caretaker), Ray Weaver (Replacement "Hamlet"), Monica Keating (Woman Bus Passenger - Baby), John Cassavetes (Stephen Collins), Eddie Foy, Jr. (Dugan), Edward Everett Horton (Wilbur Starlington), Agnes Moorehead (Pauline Moss), Basil Rathbone (Milo James), Susan Bay (Eileen), Nina Shipman (Sandra Prentiss), Bobby Darin (Roland Trivers), Arline Anderson (Actress), Joyce Nizzari (Bit Girl), Valora Noland (Bit Girl), Paul Micale (Andre the Maitre d')

## Who Killed the Rabbit's Husband?
- Prima televisiva: 14 aprile 1965
- Diretto da: Jerry Hopper
- Scritto da: Tony Barrett

### Trama
- Guest star: David Fresco (Flophouse Manager), Phil Arnold (Barney Halsey the pawnbroker), David Alan Bailey (Chris), Robert Bice (Leonardo's butler), Joanne Ludden (Gina Landers Holt), Francine York (Francesca), Vaughn Taylor (dottor Ben Schneider), Lennie Weinrib (Maddox), Lyle Bettger (capitano Cal Donahue), Paul Richards (Lennie Krull), Sal Mineo (Lew Dixon), Una Merkel (Clara Lovelace), John Ireland (Bullock), Gloria Grahame (Doris Landers), Lou Krugman (Art Sanders), Stafford Repp (Cody the bartender), Bill McLean (Concessionaire), Jimmy Garrett (Herbie the paperboy)

## Who Killed the Jackpot?
- Prima televisiva: 21 aprile 1965
- Diretto da: Richard Kinon
- Scritto da: Paul Dubov, Gwen Bagni

### Trama
- Guest star: Anne Francis (Honey West), Jan Sterling (Vera Selby), Jan Brooks (Girl in hotel room), James Turley (Guy in hotel room), Michael Fox (M. E. George McLeod), John Ericson (Sam Bolt), Steve Forrest (Jocko Creighton), Nancy Gates (Miss Friendly), Louis Hayward (Stacy Blackwell), George Nader (Christopher Maitland), Gordon Doversola (Judo Man)

## Who Killed the Grand Piano?
- Prima televisiva: 28 aprile 1965

### Trama
- Guest star: Tonya Van Deters (Bunny), Rae Fowler (Bunny), Lori Fontaine (Bunny), Bonnie Beecher (Bunny), Martha Hyer (Penny Allen), Ed Begley (Morgus Ghoul), John Cassavetes (Alfred Algernon), Marilyn Maxwell (Maria Groovy), Nehemiah Persoff (Wilhelm Kasimer), Chris Noel (Patience Stevens), Hugh M. Hefner (Bunny Club Manager), Marianna Case (Door Bunny Spring), Tom Cassidy (Concert M.C.), Milton Parsons (Kasimer's Butler), John Hubbard (Mr. Farrell the Manicurist), Trish de Brea (Bunny), Joyce Nizzari (Bunny), Sharon Rogers (Bunny), Dee Russell (Bunny), Diane Hagerty (Bunny # 9)

## Who Killed the Card?
- Prima televisiva: 5 maggio 1965
- Diretto da: Jerry Hopper
- Scritto da: Gwen Bagni, Paul Dubov

### Trama
- Guest star: Les Crane (Holton Rockett), Wally Cox (Heresford Handy), Quinn O'Hara (receptionist), Jill Haworth (Ambrosia Mellon), Monica Keating (Interior Decorator), Michael Fox (M. E. George McLeod), Don Gazzaniga (poliziotto "Chorus Girl"), Robert Bice (cameriere), Eddie Bracken (Simeon Quatrain), Hazel Court (Goodigan "Goody" Handy), Hugh Sanders (tenente Ellison)